# Marechal Floriano
Marechal Floriano é um município brasileiro no estado do Espírito Santo, Região Sudeste do país. Localiza-se na região sudoeste serrana do estado, a 43 km da capital capixaba, Vitória. Ocupa uma área de 285,495 km², sendo que 4 km² estão em perímetro urbano, e sua população foi estimada em 18 743 habitantes em 2024.
A formação do núcleo urbano que deu origem à cidade se deve principalmente à criação da Colônia de Santa Isabel, fundada por Luís Pedreira do Couto Ferraz, presidente da Província do Espírito Santo, por volta de 1847. Originalmente, esse núcleo foi destinado a receber imigrantes que vieram da Prússia Renana. No decorrer da segunda metade do século XIX, a vinda de novas levas de imigrantes, principalmente alemães e italianos, deu sequência ao crescimento populacional e econômico. Em 1900, foi inaugurada a estação ferroviária da então vila, que foi reconhecida como distrito de Domingos Martins em 1964 e emancipada em 1991.
A influência cultural deixada pelos imigrantes europeus ainda é visível, sendo expressa em hábitos e costumes diversos pelos descendentes. O cultivo do café e de folhosas e a avicultura de corte figuram entre as atividades econômicas mais importantes, ao lado da prestação de serviços e do turismo. Marechal Floriano possui uma série de atrativos naturais que são destinos de turistas, como cachoeiras, montanhas e trilhas. A presença comum de orquídeas, tanto nas florestas como em plantios de espaços públicos, faz com que a cidade seja conhecida como a "Cidade das Orquídeas".

## História
A área do atual município de Marechal Floriano fora habitada inicialmente por índios botocudos e puris, que usavam a localização nas margens do rio Jucu Braço do Sul como ponto de referência. Contudo, foi somente no século XIX que um núcleo de colonizadores veio a se consolidar, com a criação da Colônia de Santa Isabel, fundada por Luís Pedreira do Couto Ferraz, presidente da Província do Espírito Santo, por volta de 1847. Originalmente, esse núcleo foi destinado a receber imigrantes que vieram da Prússia Renana que desembarcaram em Vitória em 21 de dezembro de 1846, em um total de 39 famílias.

Estação ferroviária do distrito de Araguaia em 1906

No decorrer da segunda metade do século XIX se estabeleceram novas leva de imigrantes, principalmente alemães e italianos, dando sequência ao crescimento populacional e econômico. Data de 1861 a construção de uma ponte sobre o rio Jucu Braço do Sul, onde posteriormente foi estabelecido um dos acessos à cidade. Em 1862, a população atingia 801 habitantes, dos quais 486 eram estrangeiros e 315 brasileiros. Nesse ano a localidade era conhecida como Vila Braço do Sul, por causa de sua localização nas margens do manancial.
No início do século XX a localidade passou a ser atendida por transporte ferroviário, com a conclusão da Linha do Litoral da Estrada de Ferro Leopoldina. A estação que atendia a cidade foi inaugurada em 13 de maio de 1900, sendo denominada "Estação Marechal Floriano" pelo então presidente da província do Espírito Santo, José Marcelino Pessoa de Vasconcelos. Trata-se de uma homenagem ao primeiro vice-Presidente da República Floriano Peixoto, falecido em 1895. Apesar da denominação oficial referir-se especificamente à estação inaugurada (e não à localidade), a obra teve importância tão grande para a população, que esta passou a referir-se  à vila inteira como sendo Marechal Floriano, como comprova correspondência do morador Hermman Hülle, datada de 12 de julho de 1900. O transporte de passageiros por meio da via férrea esteve em operação até a década de 1980.
Pela lei estadual nº 1.956, de 13 de janeiro de 1964, foi reconhecido o distrito de Marechal Floriano, subordinado a Domingos Martins. Sua emancipação foi decretada pela lei estadual nº 4.571 de 30 de outubro de 1991, sendo constituído pelo distrito de Araguaia e pelo distrito-sede. Posteriormente foram criados os distritos de Santa Maria de Marechal e, por último, em 2008, Victor Hugo. Em 31 de outubro, celebra-se o aniversário da cidade.

## Geografia

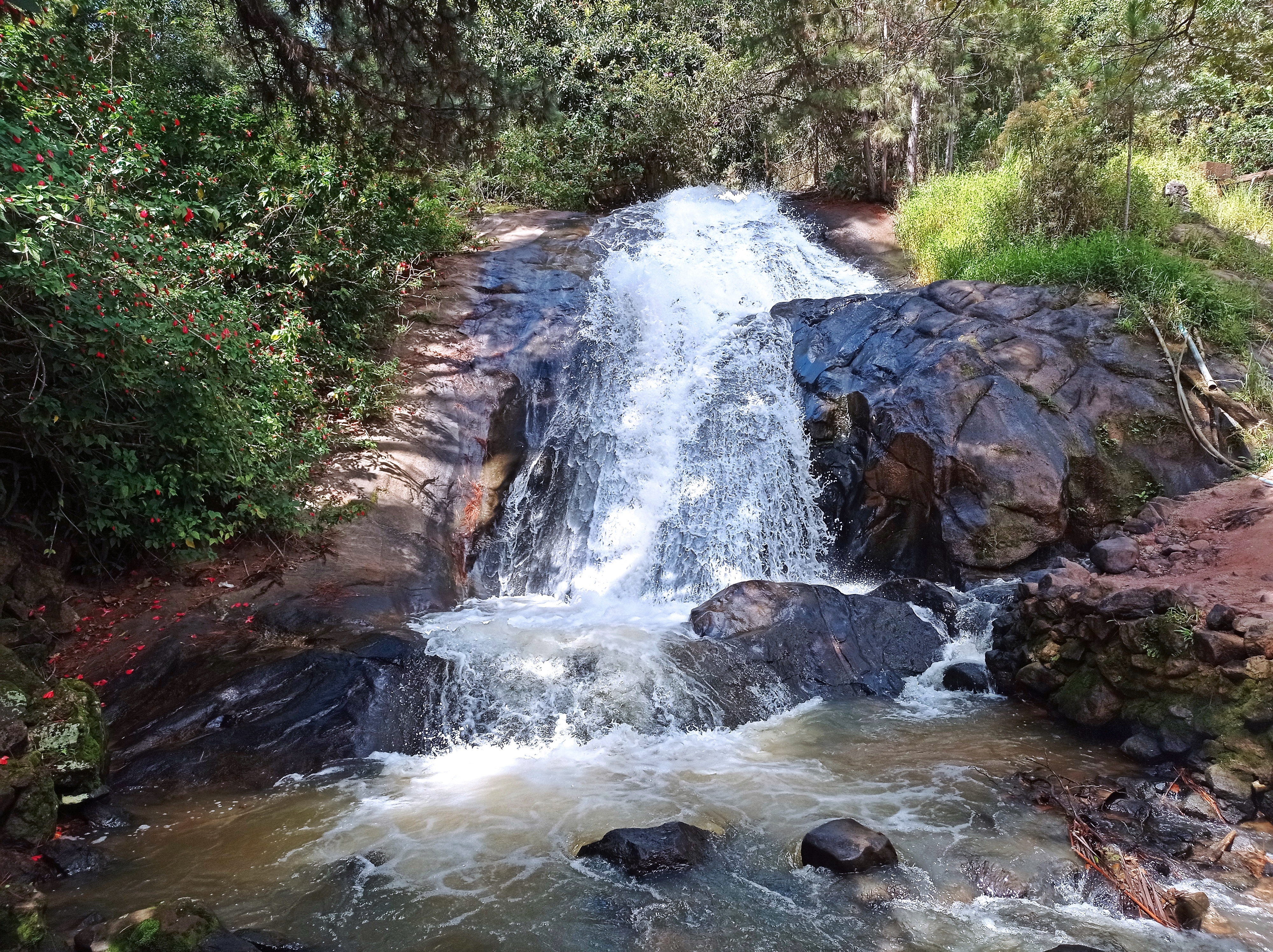
Cachoeira da Bica, na margem da BR-262.

A área do município, segundo o Instituto Brasileiro de Geografia e Estatística (IBGE), é de 285,495 km², sendo que 4,09 km² constituem a zona urbana. Situa-se a 20°24'46" de latitude sul e 40°40'58" de longitude oeste e está a uma distância de 43 quilômetros a sudoeste da capital capixaba. Seus municípios limítrofes são Domingos Martins, Alfredo Chaves, Viana e Guarapari.
De acordo com a divisão regional vigente desde 2017, instituída pelo IBGE, o município pertence às Regiões Geográficas Intermediária de Vitória e Imediata de Afonso Cláudio-Venda Nova do Imigrante-Santa Maria de Jetibá. Até então, com a vigência das divisões em microrregiões e mesorregiões, fazia parte da microrregião de Afonso Cláudio, que por sua vez estava incluída na mesorregião Central Espírito-santense.

### Relevo e meio ambiente
O relevo de Marechal Floriano é consideravelmente acidentado, alternando de ondulado a montanhoso, com sua sede situada a 560 metros de altitude. Pelo menos 90% do território possui terras acidentadas. O tipo de solo predominante é o latossolo vermelho-amarelo distrófico. O município integra a bacia hidrográfica do rio Jucu, tendo como principais mananciais os rios Jucu Braço do Sul, Fundo e Peixe Verde. O rio Jucu Braço do Sul é um dos formadores do curso principal e banha toda a extensão municipal, de oeste a leste. Entretanto, sua área possui diversos córregos de pequeno porte que vertem para esses leitos principais.
A cobertura de Mata Atlântica nativa abrangia 45,5% do território municipal em 2013, porcentagem superior à de outras formas de usos do solo. No mesmo ano, a monocultura de eucalipto ocupava 12% do total, as plantações de café 9%, as matas nativas em estágio de recuperação 7,8%, a macega 6,3% e pastagens 5,8%. Uma característica das florestas do município é a presença comum de orquídeas, que faz com que a cidade seja conhecida como a "Cidade das Orquídeas". A espécie pode ser encontrada tanto nas florestas como em orquidários, onde as flores são expostas e comercializadas, além de serem adotadas para plantio em espaços públicos.
Embora as florestas se concentrem em regiões montanhosas, o que contribui com sua conservação, não existem unidades de conservação em tempo integral no município. Contudo, 64,41% das propriedades rurais contam com florestas destinadas à preservação permanente ou reservas e mais de 27,51% possuem florestas plantadas.

### Clima
O clima florianense é caracterizado, segundo o IBGE, como tropical de altitude (tipo Cfa segundo Köppen), com diminuição de chuvas no inverno e temperatura média anual em torno dos 20 °C, tendo invernos amenos e verões chuvosos com temperaturas moderadamente altas. O mês mais quente, fevereiro, tem temperatura média de 23 °C, enquanto que o mês mais frio, julho, possui média de 16,8 °C. Outono e primavera são estações de transição. O índice pluviométrico anual é de aproximadamente 1 592 mm, sendo junho o mês mais seco e novembro o mais chuvoso.
Segundo dados da Companhia de Pesquisa de Recursos Minerais (CPRM), desde 1949, o maior acumulado de chuva registrado em 24 horas em Marechal Floriano foi de 150 mm no dia 27 de novembro de 2000. Outros grandes acumulados foram de 145,1 mm em 13 de novembro de 1987, 139 mm em 4 de janeiro de 1994 e 137,2 mm em 6 de dezembro de 2009. De acordo com o Instituto Nacional de Pesquisas Espaciais (INPE), Marechal Floriano é o 56º colocado no ranking de ocorrências de descargas elétricas no estado do Espírito Santo, com uma média anual de 1,5338 raios por quilômetro quadrado.
| Dados climatológicos para Marechal Floriano | Dados climatológicos para Marechal Floriano | Dados climatológicos para Marechal Floriano | Dados climatológicos para Marechal Floriano | Dados climatológicos para Marechal Floriano | Dados climatológicos para Marechal Floriano | Dados climatológicos para Marechal Floriano | Dados climatológicos para Marechal Floriano | Dados climatológicos para Marechal Floriano | Dados climatológicos para Marechal Floriano | Dados climatológicos para Marechal Floriano | Dados climatológicos para Marechal Floriano | Dados climatológicos para Marechal Floriano | Dados climatológicos para Marechal Floriano |
| Mês | Jan                                         | Fev                                         | Mar                                         | Abr                                         | Mai                                         | Jun                                         | Jul                                         | Ago                                         | Set                                         | Out                                         | Nov                                         | Dez                                         | Ano                                         |
| --- | ------------------------------------------- | ------------------------------------------- | ------------------------------------------- | ------------------------------------------- | ------------------------------------------- | ------------------------------------------- | ------------------------------------------- | ------------------------------------------- | ------------------------------------------- | ------------------------------------------- | ------------------------------------------- | ------------------------------------------- | ------------------------------------------- |
| Temperatura máxima média (°C) | 27,8                                        | 28,6                                        | 28,1                                        | 26,4                                        | 24,7                                        | 23,6                                        | 23,1                                        | 23,6                                        | 24,1                                        | 25,1                                        | 25,8                                        | 27                                          | 25,7                                        |
| Temperatura média (°C) | 22,6                                        | 22,9                                        | 22,5                                        | 21                                          | 19                                          | 17,4                                        | 16,8                                        | 17,3                                        | 18,5                                        | 20,1                                        | 21,1                                        | 22,2                                        | 20,1                                        |
| Temperatura mínima média (°C) | 18,5                                        | 18,5                                        | 18                                          | 16,5                                        | 14,3                                        | 12,4                                        | 12                                          | 12,7                                        | 14,2                                        | 16                                          | 17,4                                        | 18,7                                        | 15,8                                        |
| Precipitação (mm) | 203,6                                       | 104                                         | 208,4                                       | 120,2                                       | 64,8                                        | 53,8                                        | 61,9                                        | 73,9                                        | 86,2                                        | 120,3                                       | 251                                         | 244,1                                       | 1 592,2                                     |
| Umidade relativa (%) | 79                                          | 78                                          | 82                                          | 84                                          | 82                                          | 83                                          | 82                                          | 80                                          | 79                                          | 79                                          | 83                                          | 82                                          | 81                                          |
| Fonte: Instituto Capixaba de Pesquisa, Assistência Técnica e Extensão Rural (Incaper): temperaturas e precipitação; Climate-Data.org: umidade relativa |                                             |                                             |                                             |                                             |                                             |                                             |                                             |                                             |                                             |                                             |                                             |                                             |                                             |

## Demografia
Em 2022, a população foi estimada em 17 641 habitantes pelo censo daquele ano, realizado pelo Instituto Brasileiro de Geografia e Estatística (IBGE). Em 2010, a população era de 14 262 habitantes. Segundo o censo de 2010, 7 260 habitantes eram homens (50,9% do total) e 7 002 habitantes mulheres (49,1%). Ainda segundo o mesmo censo, 7 421 habitantes viviam na zona urbana (52,03%) e 6 841 na zona rural (47,97%). Da população total, 3 230 habitantes (22,65%) tinham menos de 15 anos de idade, 9 898 habitantes (69,4%) tinham de 15 a 64 anos e 1 134 pessoas (7,95%) possuíam mais de 65 anos, sendo que a esperança de vida ao nascer era de 75,95 anos.
Em 2010, a população florianense era composta por 8 348 brancos (5853% do total), 4 769 pardos (33,44%), 1 053 negros (7,39%), 83 amarelos (0,58%) e nove indígenas (0,06%). Quanto às religiões, 9 750 são católicos (68,36%), 3 861 evangélicos (27,07%), 32 espíritas (0,22%), 22 Testemunhas de Jeová (0,15%), 465 pessoas sem religião (3,09%) e o 1,11% restante possuía outras religiões além dessas ou não tinham religiosidade definida. A influência cultural deixada pelos imigrantes europeus, principalmente alemães e italianos, ainda é visível em Marechal Floriano, sendo expressa em hábitos e costumes diversos pelos descendentes. Além da herança visível na arquitetura, também são notáveis as marcas na culinária, na dança e música.

## Prefeitos de Marechal Floriano

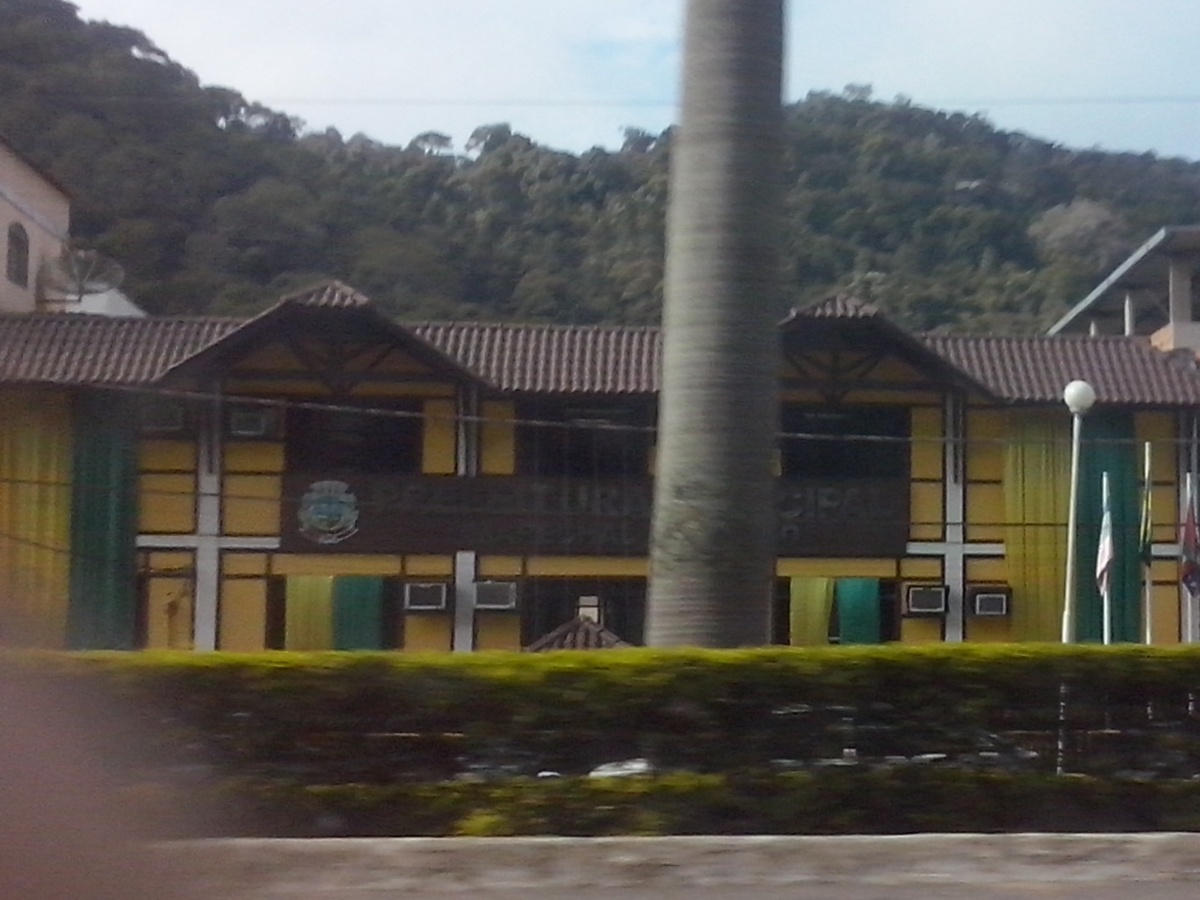
Prédio da prefeitura

Desde a sua emancipação política, a cidade de Marechal Floriano teve diversos prefeitos. Na tabela abaixo, é possível ter um panorama de como ocorreram os pleitos municipais no decorrer dos anos. 
| Eleição | Duração do mandato | Candidato             | Partido | Porcentagem | Quantidade de votos |
| ------- | ------------------ | --------------------- | ------- | ----------- | ------------------- |
| 1992    | 1993–1996          | Elias Kieffer         | PDT     | 50,22%      | 3 218               |
| 1996    | 1997–2000          | João Carlos Lozenzoni | PSDB    | 86,776%     | 5 663               |
| 2000    | 2001–2004          | João Carlos Lorenzoni | PSDB    | 68,709%     | 5 944               |
| 2004    | 2005–2008          | Elias Kieffer         | PPS     | 66,445%     | 5 691               |
| 2008    | 2009–2012          | Eliane Paes Lorenzoni | PP      | 48,27%      | 4 793               |
| 2012    | 2013–2016          | Lidiney Gobbi         | PSB     | 56,09%      | 5 609               |
| 2016    | 2017–2020          | João Carlos Lorenzoni | PP      | 53,22%      | 5 207               |
| 2020    | 2021–2024          | João Carlos Lorenzoni | PSB     | 48,48%      | 4 483               |
| 2024    | 2025-2028          | Lidiney Gobbi         | PP      | 36,60%      | 4.087               |

Um dado importante é que, como a cidade possui uma população estimada em 17.641 pessoas, não há hipótese de realização de segundo turno caso nenhum candidato obtenha 50% dos votos mais um, prevalecendo a regra de que o eleito será aquele que obtiver a maioria dos votos. De acordo com o art. 29, inciso II da Constituição Federal, só há segundo turno em cidades com mais de 200.000 habitantes.

## Economia

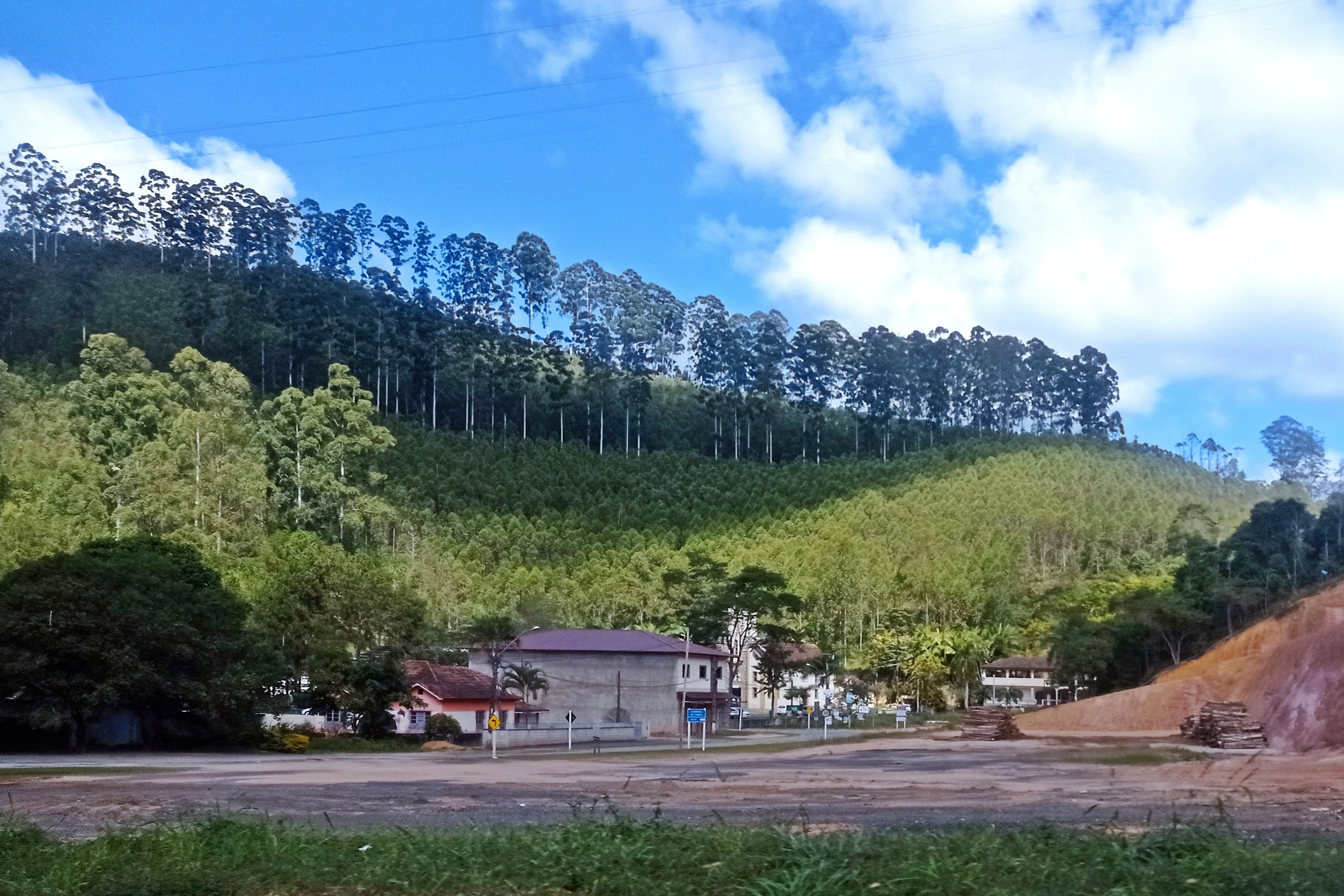
Plantações de eucalipto ao redor do distrito de Victor Hugo

No Produto Interno Bruto (PIB) de Marechal Floriano, destacam-se as áreas da agropecuária e de prestação de serviços. De acordo com dados do IBGE, relativos a 2019, o PIB do município era de R$ 399 205,88 mil. 34 073,61 mil eram de impostos sobre produtos líquidos de subsídios a preços correntes e o PIB per capita era de R$ 23 913,14. Em 2010, 74,33% da população maior de 18 anos era economicamente ativa, enquanto que a taxa de desocupação era de 3,35%.
A pecuária e a agricultura acrescentavam 89 627,46 mil reais na economia de Marechal Floriano em 2019, sendo que essas atividades empregavam quase metade da população. Muito disso se deve à avicultura de corte do município, que corresponde a 24,56% do total produzido no Espírito Santo, e à horticultura. Os cultivos temporários mais representativos são o tomate, o inhame, o feijão, a mandioca e o milho, além das folhosas como alface, couve e salsa. O cultivo do café também se sobressai no setor primário, sendo responsável por 64% da produção de sua lavoura permanente. Outros cultivos relevantes são o abacate, a banana, a laranja, o palmito e a tangerina.

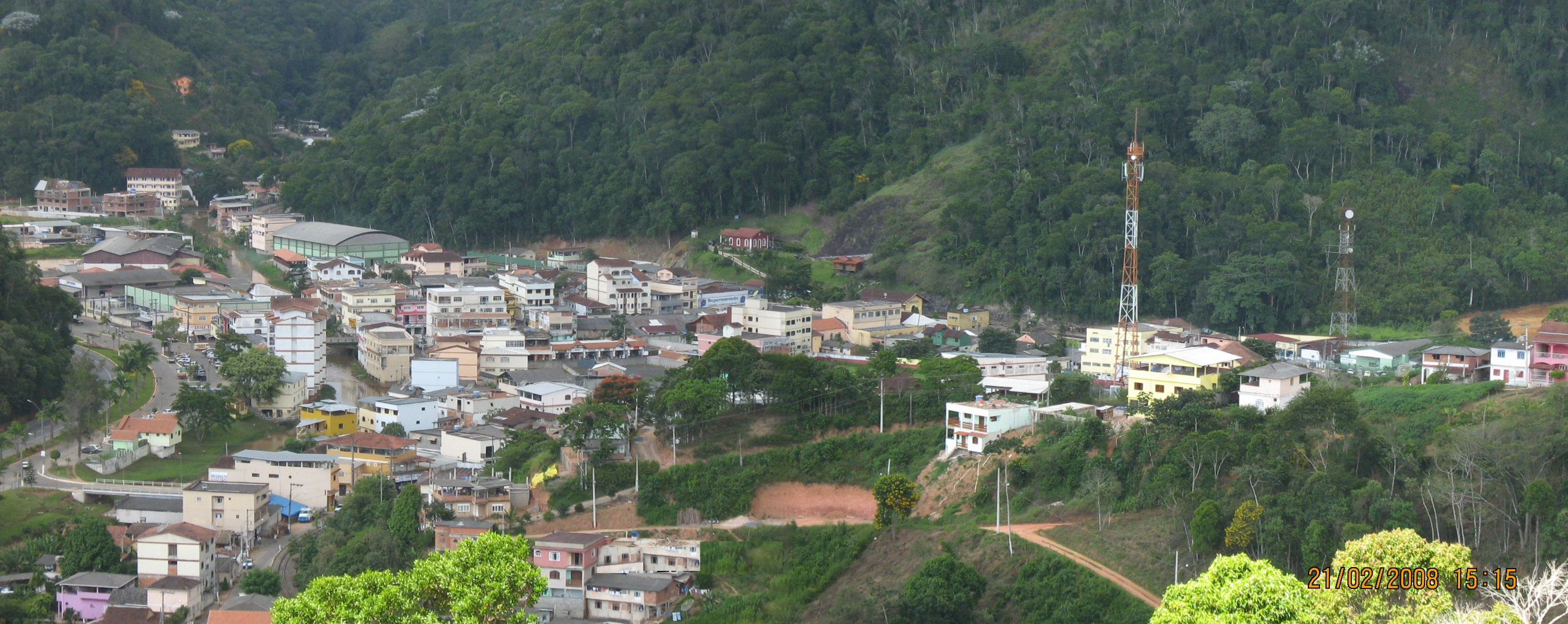
Vista panorâmica da cidade

A monocultura do eucalipto ocorre de maneira massiva em Marechal Floriano, sobretudo para abastecer indústrias de celulose e serrarias. O município possui a maior produtividade de madeira em metros esteros por hectare ao ano do estado. É comum que áreas acidentadas e de solos inférteis antes ocupadas pelo café tenham sido destinadas às plantações de eucalipto. Enquanto isso, a indústria, acrescentava 42 745,26 mil reais do PIB municipal em 2019. Além das indústrias ligadas ao ramo madeireiro, esse setor é representado principalmente pela fabricação de produtos oriundos da produção agropecuária, como derivados de café, milho, mandioca e mel, doces e panificados.
Em 2019, 146 823,80 mil reais do PIB municipal eram do valor adicionado bruto do setor de serviços e 85 935,76 mil reais do valor adicionado da administração pública. A atividade comercial do município apresenta ligação direta com a produção agropecuária, haja vista o consumo interno e a comercialização com redes de supermercado e distribuidoras de outras cidades do Espírito Santo e de outros estados, principalmente Bahia, Minas Gerais e Rio de Janeiro. A presença de diversos atrativos rurais, como trilhas, cachoeiras e fazendas, assim como os orquidários, também reforçam a contribuição do turismo rural para a economia de Marechal Floriano.

## Infraestrutura

### Saúde e educação
A rede de saúde de Marechal Floriano inclui oito unidades básicas de saúde e dois postos de saúde, segundo informações de 2018. Em 2020, foram registrados 136 óbitos por morbidades, dentre os quais as doenças do sistema circulatório representaram a maior causa de mortes (20,58%), seguida pelos tumores (17,64%). Ao mesmo tempo, foram registrados 202 nascidos vivos, sendo que o índice de mortalidade infantil no mesmo ano foi de 14,85 óbitos de crianças menores de um ano de idade a cada mil nascidos vivos.
Em 2010, 94,16% das crianças com faixa etária entre cinco e seis anos estavam matriculadas na educação infantil, ao mesmo tempo que 86,74% da população de 11 a 13 anos cursavam as séries finais do ensino fundamental. Contudo, da população de 15 a 17 anos, 58,36% haviam finalizado o ensino fundamental, enquanto 39,73% dos residentes de 18 e 20 anos tinham terminado o ensino médio. Os habitantes tinham uma expectativa média de 9,29 anos de estudo, enquanto 12,02% das pessoas com 25 anos de idade ou mais eram analfabetas. Dentre essa faixa etária, 36,54% tinham completado o ensino fundamental, 21,60% o ensino médio e 5,76% o ensino superior. Já em 2021, havia 3 934 matrículas nas instituições de educação infantil e ensinos fundamental e médio da cidade.
| Ensino pré-escolar | 889   | 50  | 13 |
| Ensino fundamental | 2 478 | 126 | 12 |
| Ensino médio       | 567   | 43  | 2  |

### Habitação e transporte

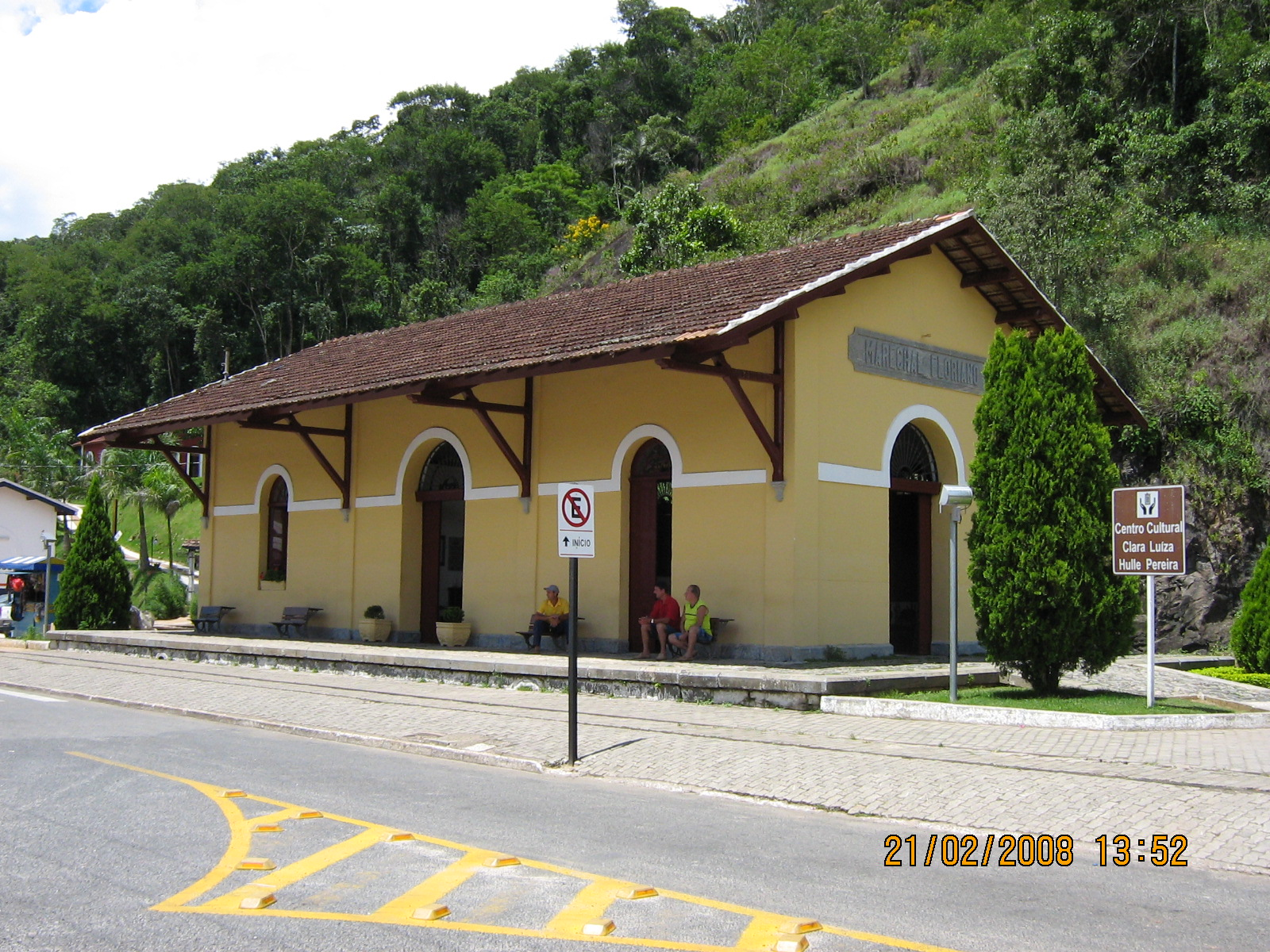
Prédio da antiga estação ferroviária de Marechal Floriano

No ano de 2010, a cidade tinha 4 542 domicílios particulares permanentes. Desse total, 4 121 eram casas, 385 eram apartamentos, 25 eram casas de vila ou em condomínio e onze eram habitações em casa de cômodos ou cortiços. Do total de domicílios, 2 879 são imóveis próprios (2 804 já quitados e 75 em aquisição), 914 foram alugados, 745 foram cedidos (579 cedidos por empregador e 166 cedidos de outra forma) e quatro foram ocupados sob outra condição. No mesmo ano, 2 353 domicílios eram atendidos pela rede geral de abastecimento de água (51,81% do total), em 1 804 (39,71% deles) o abastecimento de água era feito por meio poços e/ou nascentes na própria propriedade, em 379 (8,34%) por meio de poços e/ou nascentes de outras propriedades e os demais se abasteciam de outras formas.
Também em 2010, 4 536 domicílios (99,86% do total) possuíam abastecimento de energia elétrica; 4 486 (98,76% deles) possuíam banheiros para uso exclusivo das residências; e 3 757 (82,71%) eram atendidos pelo serviço de coleta de lixo. O código de área (DDD) é 027 e o Código de Endereçamento Postal (CEP) da cidade vai de 29255-000 a 29259-999. O serviço postal é atendido por agências da Empresa Brasileira de Correios e Telégrafos funcionando na sede municipal e em localidades rurais. A frota municipal no ano de 2021 era de 13 404 veículos, sendo 5 688 automóveis, 3 552 motocicletas, 1 417 caminhonetes, 969 caminhões, 499 motonetas, 381 caminhonetas, 241 semirreboques, 197 reboques, 172 caminhões-trator, 141 utilitários, 56 ônibus, 66 micro-ônibus, 17 tratores de rodas, quatro ciclomotores e quatro triciclos. O principal acesso à cidade é feito por meio da BR-262, que corta o território municipal.
O município se situa às margens de uma antiga ferrovia, a Linha do Litoral da Estrada de Ferro Leopoldina, que liga Vitória e Vila Velha ao estado do Rio de Janeiro. A antiga estação ferroviária da cidade, que foi inaugurada em 1900, possibilitava o transporte de pessoas até a década de 1980, quando o trem de passageiros deixou de operar. Posteriormente, o prédio foi tombado, aproveitado pela administração municipal e passou a ser a sede do Museu da Imigração. O ramal ferroviário atendia ainda a uma estação ferroviária no distrito de Araguaia, que também virou atrativo turístico após ser desativada.